# Sascha Tschorn
Sascha Tschorn (* 9. Juli 1976 in Berlin-Kreuzberg) ist ein deutscher Schauspieler.

## Leben und Karriere
Sascha Tschorn wurde 1976 in Berlin-Kreuzberg geboren und machte 1997 Abitur. Von 2000 bis 2004 absolvierte Tschorn seine Schauspielausbildung an der Hochschule für Musik und Theater „Felix Mendelssohn Bartholdy“ Leipzig, die er mit Diplom abschloss. Während des Studiums spielte er bereits am Theater Chemnitz unter der künstlerischen Leitung von Manuel Soubeyrand. Sein erstes Theaterengagement am Thalia Theater (Halle), mit Annegret Hahn als Intendantin war prägend für sein Verständnis von Theater-Stil und Ästhetik. 2007 entschied sich Tschorn dazu freiberuflich für Theater-, Film- und Fernsehproduktionen zu arbeiten.

## Filmografie (Auswahl)
- 2001: Montage, Regie: Hans-Henning Borgelt – Fernsehfilm, Arte
- 2001: Morgen, Regie: Nanny Karrius – Kurzfilm
- 2002: In aller Freundschaft, Regie: Jürgen Brauer – Fernsehserie, ARD, Folge 163: Stille Nacht...
- 2002: Tatort, Regie: Hajo Gies – Fernsehfilm, ARD
- 2003: Bewegte Männer, Regie: Mike Zens – Fernsehserie, Sat.1
- 2004: Schöne Männer hat man nie für sich allein, Regie: Hansjörg Thurn – Fernsehfilm, SAT1
- 2004: Hermann von Salza, Regie: André Maier – Fernsehserie, MDR
- 2004: Leipziger Freiheit, Regie: Wolfgang Jaiser – Kino
- 2004: Spur und Partner, Regie: Johannes Wille, Fernsehserie, ARD
- 2006: Schmetterlinge im Bauch, Regie: u. a. Tina Kriwitz – Fernsehserie, SAT1
- 2007/2013: Schloss Einstein, Fernsehserie, KIKA
- 2007: Smash it hard, Regie: Carsel´s Brothers (FR) – Kurzfilm
- 2008: Babble, Regie: David O’Kane (IE) – Kurzfilm
- 2008: Die Klinik, Regie: Laurenz Schlüter – Pilotfilm/ Drehort: Budapest
- 2008: Weiber Wodka Wladimir, Regie: Torsten Lüders – 30 Min. Kurzfilm – Kino, Filmfestival
- 2008–2011: Rote Rosen, Regie: div. – Fernsehserie, ARD
- 2009: Schicksalsjahre einer Kriegerin, Regie: Mattes Reischel – Kurzfilm – Kino, Festivals (48 HFP)
- 2010: Trabanten, Regie: Michaela Schweiger – Kino
- 2011: Alarm für Cobra 11, Regie: Nico Zavelberg – Fernsehserie, RTL
- 2012: Fünf Freunde 2, Regie: Mike Marzuk – Kino
- 2012: SOKO 5113, Regie: Bodo Schwarz – Fernsehserie, ZDF
- 2012: Wege zum Glück – Spuren im Sand, Rolle: Kilian Ahlsen, Regie: u. a. Klaus Witting – ZDF
- 2013: Die Ballade der Ella Plummhoff, Regie: Barbara Gördes – Kino, khm Köln/ 30 Min.
- 2013: Happy End, Regie: Petra Clever – Kino, sistas inspiration
- 2014: Alexander der Große, Regie: Christian Twente – Fernsehfilm, ARTE, ZDF
- 2014: Heiter bis tödlich: Hauptstadtrevier, Regie: Bodo Schwarz – Fernsehserie, ARD
- 2015: In aller Freundschaft – Die jungen Ärzte (Fernsehserie, Folge Tiefe Wunden)
- 2016: Heldt (Fernsehserie, Folge Affentheater)
- 2016: Herzensbrecher – Vater von vier Söhnen (Fernsehserie, Folge Preis der Liebe)
- 2017: Alles Klara (Fernsehserie, Folge Mehr Sterne als am Himmel)
- 2019: Tatort – Lakritz (Fernsehreihe, Regie: Randa Chahoud)
- 2019: Bettys Diagnose (Fernsehserie, Folge Abschied)
- 2023: Die Heiland – Wir sind Anwalt (Fernsehserie, Folge Im Rampenlicht)
- 2024: Blutige Anfänger (Fernsehserie, Folge Feuerwerk)
- 2025: In aller Freundschaft – Die jungen Ärzte (Fernsehserie, Folge Falsche Wünsche)

## Theater (Auswahl)
- 2000: Vaganten Bühne Berlin
- 2002: Sommertheater Leipzig
- 2002–2004: Theater Chemnitz
- 2004–2007: Thalia Theater (Halle)
- 2007: Gewandhaus (Leipzig)
- 2007: Theater der Welt
- 2007: LOFFT.Leipzig
- 2008: Sommertheater Leipzig
- 2013: Riverside Drive/ von Woody Allen, Regie: Anna Sophia Baumgart Köln